# Zacchero
 Zacchero (fl. XX secolo) è stato un calciatore italiano, di ruolo attaccante.

## Carriera
Con il Verona disputa 11 gare segnando 6 reti nella stagione 1923-1924.